# Opius baguioensis
Opius baguioensis är en stekelart som beskrevs av Fischer 1966. Opius baguioensis ingår i släktet Opius och familjen bracksteklar. Inga underarter finns listade i Catalogue of Life.